# Queen Alexandra's State Coach

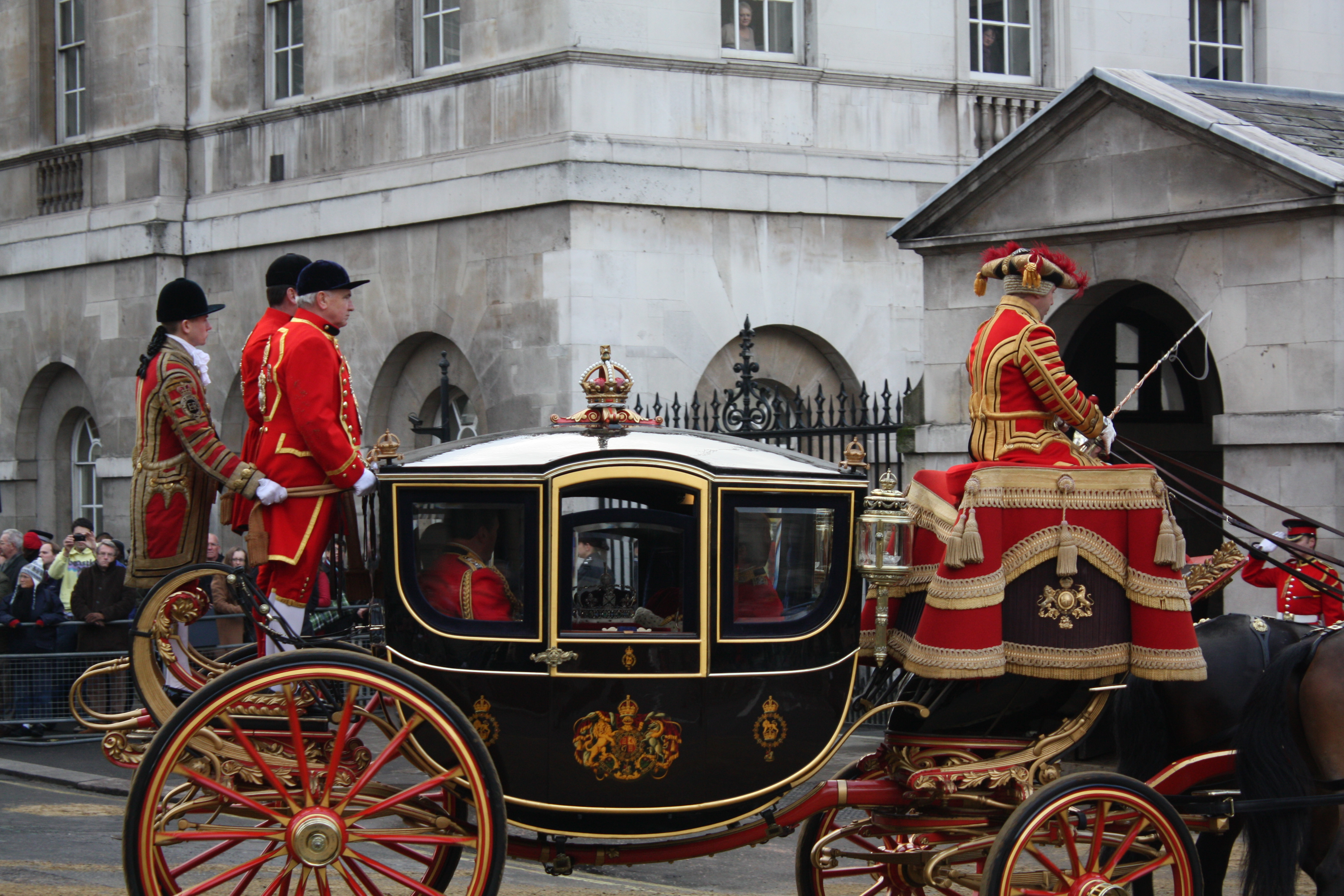
O Queen Alexandra's State Coach, transportando a coroa e outras insígnias do Palácio de Westminster, após a abertura do Parlamento, em 2008.

O Queen Alexandra's State Coach (em português: Carruagem de Estado da Rainha Alexandra) é uma das várias carruagens estatais mantidas no Royal Mews, no Palácio de Buckingham. Foi construído por volta do ano de 1865, inicialmente como uma simples 'carruagem da cidade'. Cerca de 30 anos depois, foi envidraçada e convertida em um treinador estadual para o uso da princesa de Gales (posteriormente rainha), Alexandra.
Geralmente é conduzido em quatro mãos por um cocheiro. Como todos os Treinadores do Estado, ele tem uma variedade de usos, mas talvez seu dever regular mais conhecido seja o de transportar a Coroa Imperial de Estado (juntamente com a Espada de Estado, o Tampão da Manutenção e seus respectivos portadores) para e do Palácio de Westminster para a abertura anual do estado do parlamento. (Neste caso, é sempre acompanhado pelo Bargemaster da Rainha e Watermen atuando como lacaios, uma lembrança dos dias em que as Jóias da Coroa eram invariavelmente transportadas da Torre de Londres pelo rio para ocasiões do Estado.) Em trânsito, como a própria monarca, a coroa e a insígnia têm direito a uma escolta de Cavalaria Doméstica e recebem uma saudação real.